# Ehrnrooth
Ehrnrooth, uttal ['ä:rnro:t], är två svensk-finska adelsätter, härstammande från rådmannen i Åbo Hans Hansson Plagman (omkring 1600–1679), vars son, häradshövdingen i Kexholms län Johan Plagman (1623–1696) 1687 adlades Ehrnroot. Ätten immatrikulerades 1818 i Finland, och har sedan 1809 inte varit representerad i Sverige, men Svenska Riddarhuset nämner på sin webbplats ättemedlemmar vilka erhållit svenskt medborgarskap och anger inte ätten som utdöd i Sverige.

## Historik
Generalmajor Carl Gustaf Ehrnroth (1744–1817) uppflyttades 1801 i den dåvarande riddarklassen, och hans ättegren (kommendörsätten) immatrikuliserades även den på finska riddarhuset 1818. Denna gren finns idag bara i Finland.
| ”                                   | En blå skiöld, hvaruti ähr en bande af sölfver, åfvan för banden i det blå feltet äre trenne stiernor af gull och nedan för den samma een rooth, iemväl af gull. Åfvan på skiölden en öpen tornerhielm, hvaröfver en blå bande, på hvilken stå trenne gyllene stiernor emillan tvenne vingar, af hvilke den högre af gull och den vänstre af silfver. Crantzen och löfvärket af gull, silfver och blåt, aldeles som sielfva vapnet med dess rätta och egenteliga färgor här hoos repraesenterat och afmålat ståår | „ |
| – Sköldebrevsavskrifter, 4:29, RHA. | |   |

## Medlemmar (urval)
Många av medlemmarna har haft ledande roller i det finländska näringslivet.
- Carl Gustaf Ehrnrooth, 1744–1817, svensk generalmajor, omnämnd i dikten Fältmarskalken (i Fänrik Ståls sägner)
- Gustaf Adolf Ehrnrooth, 1779–1848, finländsk generalmajor
- Adelaïde Ehrnrooth, 1826–1905, finländsk författare och kvinnosakskämpe
- Casimir Ehrnrooth, 1833–1913, finländsk-rysk-bulgarisk general och premiärminister i Bulgarien
- Aina Mannerheim (född Ehrnrooth), 1869-1964, finländsk sångare
- Leo Ehrnrooth, 1877–1951, finländsk ämbetsman och politiker
- Göran Ehrnrooth, 1905–1996, finländsk bankman
- Adolf Ehrnrooth, 1905–2004, finländsk krigsveteran och general av infanteriet
- Nils Gustaf Ehrnrooth, 1907–1979, finländsk nationalekonom
- Georg C. Ehrnrooth, 1926–2010, juris licentiat, partiledare för Konstitiutionella Folkpartiet, riksdagsman 1958-79, 1983-87.
- Casimir Ehrnrooth, 1931–2015, finländsk företagsledare, styrelseordförande i Nokia åren 1989-1999
- Göran J. Ehrnrooth, född 1934, finländsk industriman
- Robert Ehrnrooth, född 1939, finländsk företagsledare
- Georg Ehrnrooth, född 1940, finländsk företagsledare och bergsråd
- Henrik Ehrnrooth, född 1954, finländsk finansman
- Johanna Ehrnrooth, 1958-2020, finlandssvensk målare
- Jari Ehrnrooth, född 1959, finländsk författare